# 1050
| [ Edytuj tabelę ]          |                                                 |
| Książę Polski              | - 1034 Kazimierz I Odnowiciel 1058              |
| Król Angkoru               | - 1048 Udajaditjawarman II 1066                 |
| Król Anglii                | - 1042 Edward Wyznawca 1066                     |
| Król Aragonii i Nawarry    | - 1035 Ramiro I 1063                            |
| Hrabia Barcelony           | - 1035 Rajmund Berengar I 1076                  |
| Książę Bawarii             | - 1049 Konrad I 1053                            |
| Książę Burgundii           | - 1032 Robert I 1076                            |
| Cesarz Bizancjum           | - 1042 Konstantyn IX Monomach 1055              |
| Cesarz Chin                | - 1022 Song Renzong 1063                        |
| Książę Czech               | - 1035 Brzetysław I 1055                        |
| Król Danii                 | - 1047 Swen II Estrydsen 1074                   |
| Władca Egiptu              | - 1036 Al-Mustansir 1094                        |
| Król Francji               | - 1031 Henryk I 1060                            |
| Król Gruzji                | - 1027 Bagrat IV 1072                           |
| Hrabia Holandii            | - 1049 Floris I 1061                            |
| Cesarz Japonii             | - 1045 Go-Reizei 1068                           |
| Kalif                      | - 1031 Al-Ka’im 1075                            |
| Król Kastylii              | - 1035 Ferdynand I Wielki 1065                  |
| Wielki książę Kijowa       | - 1019 Jarosław Mądry 1054                      |
| Patriarcha Konstantynopola | - 1043 Michał I Cerulariusz 1058                |
| Władca Korei               | - 1046 Munjong 1083                             |
| Król Leónu                 | - 1037 Ferdynand I Wielki 1065                  |
| Król Norwegii              | - 1045 Harald III Srogi 1066                    |
| Książę Obodrzyców          | - 1043 Gotszalk 1066                            |
| Hrabia Palatynatu          | - 1045 Henryk I ze Szwabii 1061                 |
| Papież                     | - 1049 Leon IX 1054                             |
| Hrabia Portugalii          | - 1028 Mendo III 1050 - 1050 Nuno II 1071       |
| Cesarz rzymski (niemiecki) | - 1046 Henryk III 1056                          |
| Książę Saksonii            | - 1011 Bernard II 1059                          |
| Król Szkocji               | - 1040 Makbet 1057                              |
| Król Szwecji               | - 1022 Anund Jakub 1050 - 1050 Emund Stary 1060 |
| Doża Wenecji               | - 1043 Domenico Contarini 1071                  |
| Król Węgier                | - 1047 Andrzej I 1061                           |

Rok 1050 / ML
stulecia: X wiek ~
XI wiek ~
XII wiek

lata: 1040 «
1045 «
1046 «
1047 «
1048 «
1049 «
1050
» 1051
» 1052
» 1053
» 1054
» 1055
» 1060

## Wydarzenia w Polsce
- Kazimierz Odnowiciel odzyskał zbrojnie ziemie śląskie, utracone na rzecz Czechów i reorganizował na nich życie kościelne
- Biskup wrocławski Hieronim powrócił z wygnania do stolicy swojej diecezji i przystąpił do budowy nowej katedry

## Urodzili się
- Henryk IV, cesarz rzymski

## Zmarli
- Zoe, cesarzowa bizantyjska